# Кинотехника
Кинотехника — комплекс устройств и технологий, необходимых для записи и воспроизведения движущихся изображений и звукового сопровождения, а также аппаратура, применяющаяся в процессе кинопроизводства и тиражирования кинофильмов. Кинотехникой также считаются аппаратура, изобретения и физические принципы, лежащие в их основе. Кинотехника является технической основой кинематографа, базой киноискусства.
Основным отличием кинотехники от других способов записи и воспроизведения движущихся изображений является возможность получения высококачественного изображения, пригодного для публичной демонстрации на большом экране в кинотеатрах. 
Развитие современных технологий цифрового кинематографа, телевидения высокой, и особенно сверхвысокой чёткости привело к такому взаимопроникновению кино и телевидения, что провести чёткую грань между ними затруднительно даже для экспертов. Большинство кинопродюсеров всё еще предпочитают использовать в фильмопроизводстве киноплёнку, но прогнозы предсказывают её исчезновение в ближайшие годы. Поэтому в настоящее время к кинотехнике относятся цифровые и электронные устройства, совсем недавно считавшиеся техникой телевидения.

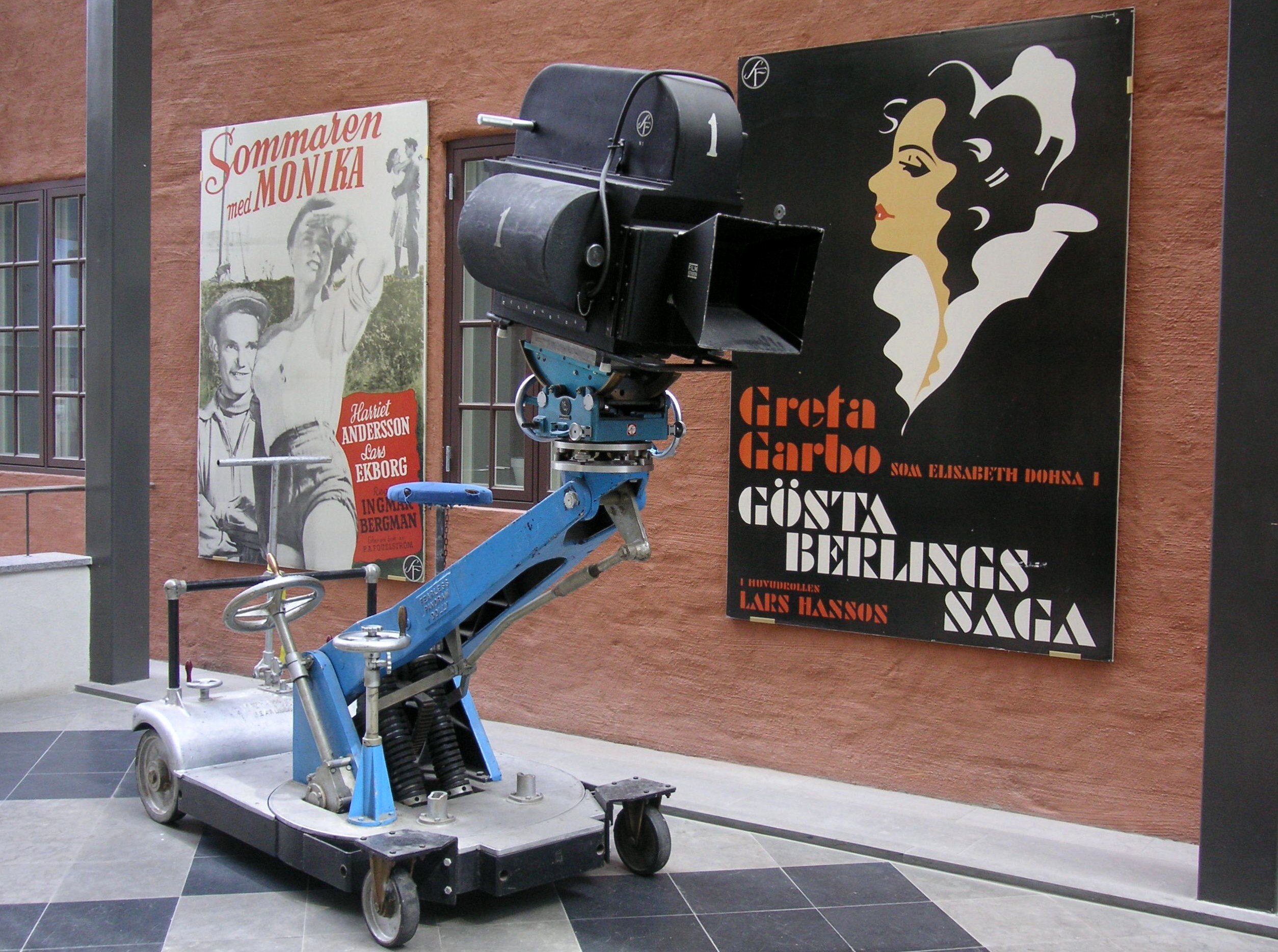
Киносъёмочный аппарат на операторской кран-тележке

## Развитие кинотехники

### Этапы
- Изобретение кинематографа и начало производства немых фильмов;
- Появление звукового кино;
- Появление цветного и стереоскопического кино;
- Появление широкоэкранного, панорамного и широкоформатного кино с объёмным звуком;
- Возникновение кругорамного, сферорамного, полиэкранного и вариоскопического кино;
- Появление гибридных технологий, использующих телевизионную технику;
- Отказ от традиционной «оптической» технологии в пользу промежуточной цифровой обработки Digital Intermediate;
- Возникновение полностью цифрового кино, основанного на цифровой съёмке и кинопроекции;

### История
История кинотехники начинается с момента изобретения кинематографа (1895 год). Первые киносъёмочные и кинопроекционные аппараты были изготовлены в небольших мастерских самими изобретателями кинематографа.
Промышленный выпуск киносъёмочных аппаратов и кинопроекторов был организован Ш. Пате и Л. Гомоном с 1897 года во Франции. Они же выпустили и первые кинокопировальные аппараты. Производством киноплёнки занимались фабрики «Люмьер» (Франция) и «Истмен Кодак» (США).
Первые кинофильмы были примитивны, и снимались почти без монтажа с одной точки. Изображение было чёрно-белым и не имело звукового сопровождения. Кроме того, несовершенство проявочного оборудования приводило к неравномерности проявки, проявлявшейся в заметных колебаниях яркости изображения и пятнам на нём. Первые кинопроекторы обладали небольшой световой отдачей и могли обслуживать кинозалы с малой аудиторией.
Несмотря на недостатки, киносеансы пользовались большим спросом у зрителей, принося доход. Благодаря финансовой успешности кинопроизводства, в 1-е десятилетие XX века, была построена сеть кинотеатров и налажено производство «немых» фильмов.
Совершенствование аппаратуры задерживалось из-за патентной борьбы и монополизации кинопромышленности. Возникновение киноискусства стимулировало развитие кинотехники, повысило требования к существующей аппаратуре и способствовало созданию новой.
В 1908 французская фирма «А. Дебри» начала выпуск киносъёмочных аппаратов «Парво» с внутренними кассетами и сквозной наводкой изображения на резкость.
Велось совершенствование киносъёмочной, проявочной и кинопроекционной техники. С появлением проявочных машин качество изображения заметно улучшилось, обеспечивая стабильную яркость и равномерность изображения. Улучшение съёмочной техники привело к повышению разрешающей способности и устойчивости изображения за счёт совершенствования механизмов перемещения киноплёнки.
Изобретение фотографической звукозаписи и оптической совмещённой фонограммы привело к созданию звукового кино и синхронной киносъёмки.
Звук в кино появился во второй половине 1920-х годов, расширил выразительные свойства кинематографа, вызвал изменения в технологии фильмопроизводства.
Одновременно со звуком в кино стал приходить и цвет. Первые технологии ручной раскраски киноплёнки появились уже в конце XIX века, но по-настоящему цветным кинематограф стал только во втором десятилетии XX века с появлением первых двухцветных технологий съёмки и кинопоказа в натуральных цветах.
Дальнейшее развитие цветного кино шло по пути улучшения цветопередачи и упрощения и удешевления технологии изготовления цветных фильмов. В середине 1930-х годов появились первые цветные многослойные киноплёнки, не требующие специальной съёмочной аппаратуры. Появление телевидения и его бурное развитие в конце 1940-х стало очередным толчком для совершенствования кинотехники. Отток публики из кинотеатров заставил кинематографистов искать способы повышения зрелищности кинофильмов и привёл к появлению панорамных, широкоэкранных и широкоформатных технологий, а также к совершенствованию объёмного стереокино 3D. 
Появился новый жанр телефильма, снимаемый специально для телевидения. Это привело к взаимному проникновению технологий кинематографа и ТВ, в очередной раз внесшему коррективы в технологию кинопроизводства. Появились устройства видеоконтроля (телевизиры), ставшие в наши дни неотъемлемой частью кинотехники. 
Перемены в эстетике кинематографа и рост требований к выразительности изображения привели к появлению целого класса устройств для съёмки с движения и стабилизации съёмочной аппаратуры: операторские краны, тележки и операторские автомобили. Появилась система стабилизации «Стэдикам» и система съёмки с воздуха «Скайкам». Все эти устройства, как и штативы и панорамные головки, относятся к категории вспомогательного операторского оборудования.
С распространением кинематографа и удешевлением его технологий в конце 1930-х годов получило распространение любительское кино, также потребовавшее специальной любительской кинотехники. Эта разновидность кинотехники должна была удовлетворять противоречивым требованиям: быть доступной по цене, несложной в использовании и обеспечивать как можно более высокое качество изображения. В отличие от профессионального кинематографа, любительское кино было немым за редкими исключениями из-за технологической сложности и дороговизны оборудования для изготовления оптических фонограмм. Любительская кинотехника обладала существенно сокращенной номенклатурой и для кинолюбителей выпускались только кинокамеры, кинопроекторы и несложное проявочное оборудование — главным образом, специальные бачки. В настоящее время любительская кинотехника не выпускается вследствие её полного вытеснения бытовой видеозаписью.  
В начале XXI века, с развитием цифровых технологий записи и обработки изображений, появилось понятие «цифровой кинематограф». Под этим термином понимают новую технологию кинопроизводства, при которой съёмка, обработка и демонстрация кинофильма производятся без применения киноплёнки, с помощью цифровых устройств. 
Технология классической кинопроекции заменяется цифровой. Современные цифровые кинокамеры обеспечивают кинематографическое качество изображения. Цифровые технологии кинопроизводства также предоставляют большие возможности для использования компьютерной анимации и спецэффектов, повышающих выразительность фильма. Киноплёнка применяется для демонстрации только в низкобюджетных и провинциальных кинозалах, не оборудованных цифровыми кинопроекторами.

## Разновидности кинотехники

### Кинопроизводство
К кинотехнике прежде всего относятся устройства для съёмки фильма. 
Принцип действия киносъёмочного аппарата практически без изменения дошёл до наших дней, но современная кинокамера, использующая такую же киноплёнку, как и киноаппарат начала XX века, является совершенно другим устройством, сочетающим в себе высокотехнологичную электронику и точные механизмы.
С появлением цифрового кино вместо киносъёмочной аппаратуры всё чаще используются цифровые кинокамеры, являющиеся усовершенствованными цифровыми видеокамерами, специально приспособленными под кинематографические стандарты.
Кроме съёмочного оборудования современное фильмопроизводство невозможно без вспомогательного операторского оборудования, к которому относятся штативы, краны и тележки. К операторскому оборудованию также можно отнести устройства измерения экспозиции и цветовой температуры, компендиумы и светофильтры. Неотъемлемой частью кинотехники, применяемой для съёмки фильма, является осветительное оборудование и специализированные дизель-генераторы для освещения на натуре — лихтвагены. Крупные киностудии содержат также специализированный автотранспорт для осуществления некоторых стадий кинопроизводства в условиях экспедиции: тонвагены для звукозаписи, передвижные проявочные лаборатории, операторские автомобили и другой спецтранспорт.
Киноплёнка после съёмки проходит сложную лабораторную обработку, от которой зависит качество получаемого фильма. Для получения стабильного высокого качества проявки применяется специальный класс устройств, представляющий собой неотъемлемую часть кинотехники.
Проявочное оборудование киностудий и кинокопировальных фабрик представляет собой сложный промышленный комплекс, обслуживаемый специальным персоналом, обеспечивающим как бесперебойное поступление обрабатывающих растворов, так и контроль за ходом процессов лабораторной обработки и сушки киноплёнки.
Монтаж и озвучение фильма также требуют специального оборудования для просмотра, синхронизации и сортировки отснятого материала. Для этого существуют специальные монтажные и звукомонтажные столы, синхронизаторы и склеечное оборудование.
Производство кинофильма по классической плёночной и даже по современной цифровой технологии невозможно без печати позитивного изображения. Для этого применяются кинокопировальные машины.
До конца XX века существовала целая отрасль кинопромышленности, занимавшаяся тиражированием кинофильмов.
Современные цифровые фильмы также печатаются небольшими тиражами на киноплёнке для проката в кинотеатрах, не оснащённых цифровой аппаратурой. Для перевода цифрового фильма с мастер-копии на киноплёнку существует целый класс специальных устройств, носящих название «фильм-рекордеров».
Кроме создания изобразительного ряда кинофильма важнейшей частью кинопроизводства является запись фонограммы и её последующий перенос на киноплёнку или другие носители. Поэтому, звукотехническое оборудование киностудий, такое, как оснащение студий перезаписи, рекордеры для оптической фонограммы или устройства кодирования цифровых оптических фонограмм также относятся к кинотехнике.

### Кинопрокат
Демонстрация кинофильмов происходит в кинотеатрах при помощи кинопроекторов и устройств автоматизации, обеспечивающих непрерывность кинопоказа. 
Современный цифровой кинопоказ невозможен без специальных цифровых кинопроекторов, основанных на применении эпипроекции при помощи микрозеркал.
Для демонстрации кинофильма по телевидению необходимо перевести киноизображение на киноплёнке в видеосигнал. Для этого используются телекинопроекторы.
Современные телекинопроекторы кроме перевода кинофильмов в телевизионные стандарты могут производить высококачественное сканирование для использования в современной технологии фильмопроизводства с применением компьютера. Такие телекинопроекторы называются сканерами киноплёнки. Также существуют специализированные сканеры киноплёнки, специально спроектированные для высококачественной оцифровки негатива фильма.
Этот класс устройств относится как к оборудованию для фильмопроизводства, так и к прокатному, поскольку используется для мастеринга оптических видеодисков и реставрации фильмов. Хранение кинофильмов и особенно оригинальных негативов также требует специальной кинотехники для повышения долговечности киноплёнки. Для архивного хранения фильмов используют специальные фильмостаты.
Для увеличения срока службы киноплёнки и для восстановления старых кинофильмов применяются специальные реставрационные машины, производящие очистку и специальную промывку фильма.
Оснащение кинотеатров кроме кинопроекторов подразумевает наличие целого комплекса устройств, относящихся к кинотехнике, без которых невозможен современный кинопоказ. Это устройства автоматизации кинопоказа, устройства для непрерывного кинопоказа — платтеры, выпрямительные электроустановки и звуковоспроизводящее оборудование. Также к устройствам кинотехники относятся экраны и средства их механизации.